# Dákó (sporteszköz)

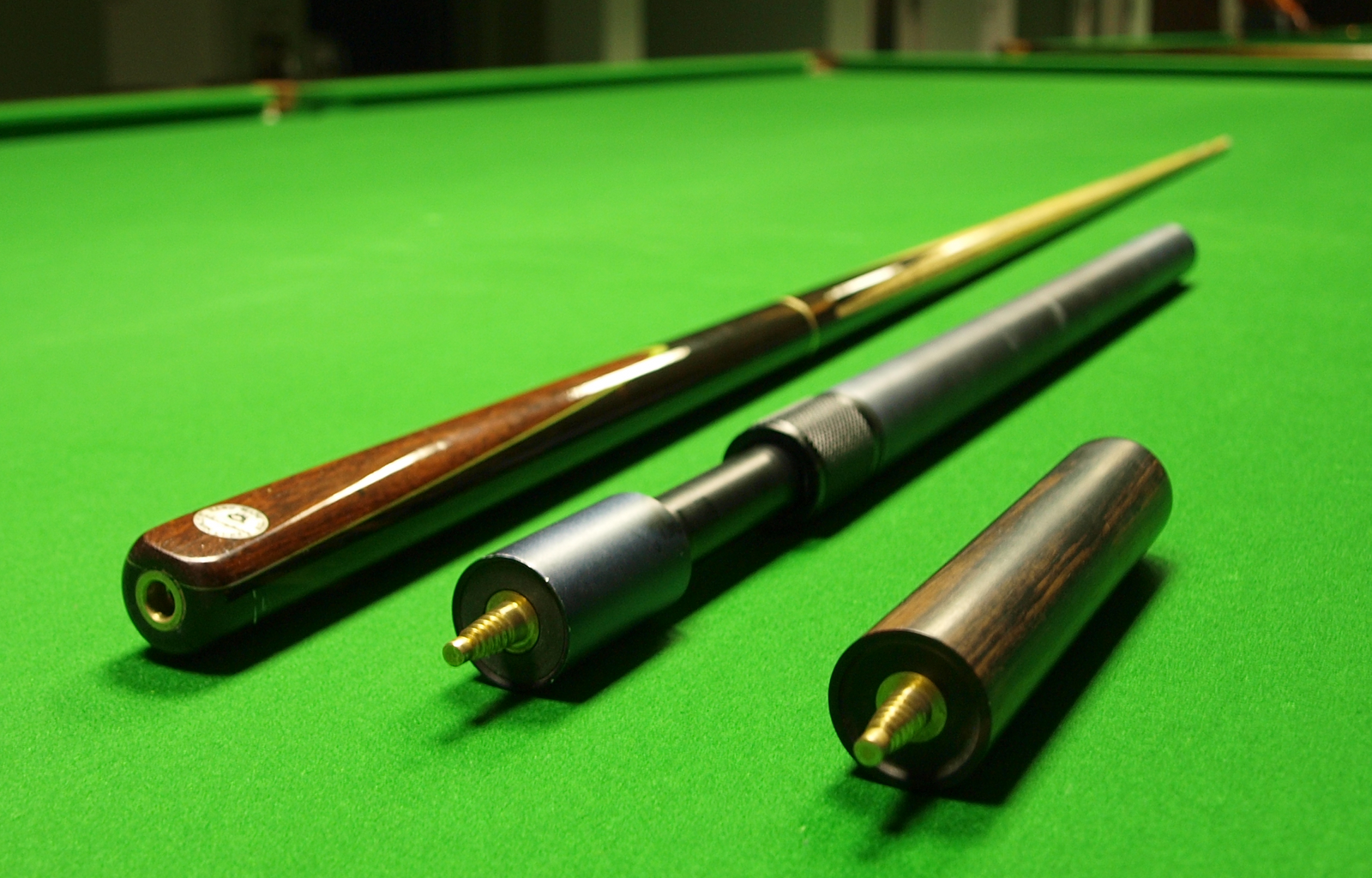
Sznúkerdákó és hosszabbítói

A biliárddákó, vagy röviden dákó, egy alapvető sporteszköz a biliárd, a pool és a snooker játékokhoz. Golyók lökésére szolgál, többnyire a fehér golyóéra. A dákók elvékonyodó botok, átlagosan körülbelül 1,5 méter (58 hüvelyk) hosszal és 510-600g (18-21 uncia) tömeggel. A legtöbb dákó fából készült, de ritkábban a fát még beborítják vagy összekötik más anyagokkal is, többek között grafittal és/vagy üvegszállal.

## A különböző típusú dákók és részeik

### A gyártás szemszögéből

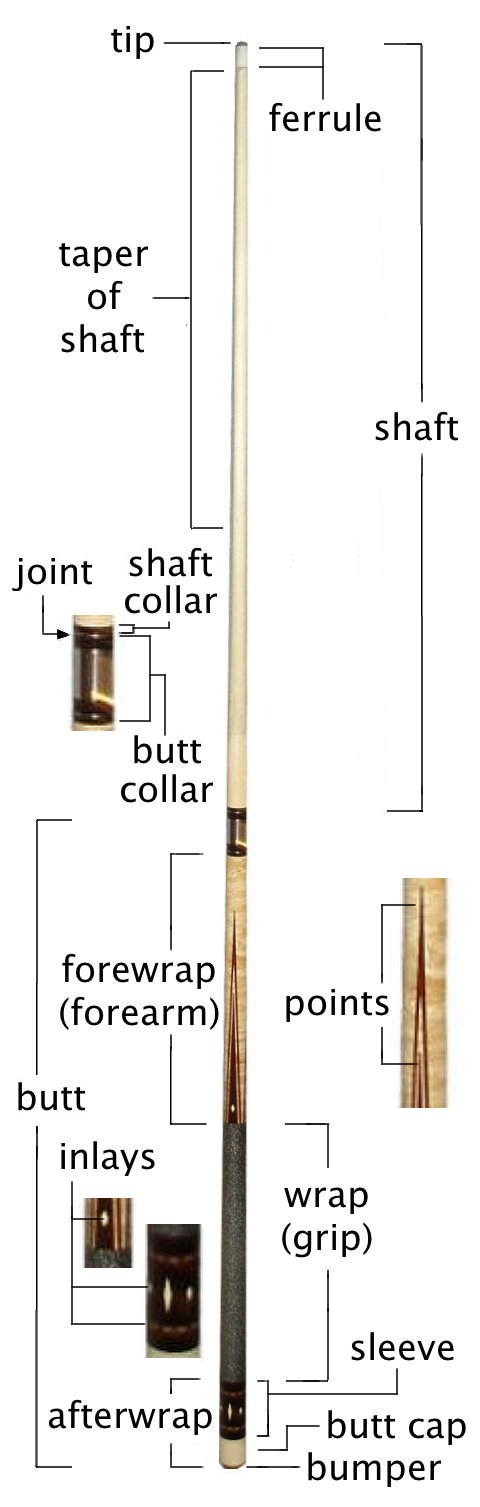
A pool dákó fő részei

A dákók hossza átlagosan 58 hüvelyk, tömegük 18 és 21 uncia közötti és két fő típusuk van. Az első típus az egyrészes dákó; ezeket többnyire biliárdtermekben tartják a hétköznapi játékosoknak. A másik típus a kétrészes dákó, a középső részén elosztva a szállítás (rendszerint dákótokban) könnyebbségéért. Vannak olyan dákók is amiknek még több darabjuk van, kiemelendően a 3 és 5 darabos. Ezeket a köztes dákókat kezdésre, ugratásra, a nyél súlyának változtatására vagy annak meghosszabbítására használják. Egyes kétrészes dákók felépítésükben és megjelenésükben hasonlítanak a hagyományos, régimódi egyrészes dákókra, ezeket "Sneaky Pete"-nek nevezik. Többnyire egyszerű megjelenésűek, ám fontos, hogy még azonos konstrukció mellett is előnyös lehet egy "márkás", egyrészesnek tűnő Sneaky Pete-et használni. Ezeknek a dákóknak a virágzása a hatvanas és hetvenes években tartott, amikor kiemelkedően sokan játszottak pénzmeccseket - ezekben az esetekben pedig előnyt jelentett egy jó dákóval játszani úgy, hogy az ellenfél nem tudja, hogy nálunk nem hagyományos, egyrészes dákó van.

### Kapcsolódások
A dákó nehezebb részét nyélnek (butt), a kisebb végét pedig spiccnek (shaft) hívják. A két rész találkozását kapcsolódásnak (joint) hívják, ami többnyire egy csavarból áll, mely a fenék végébe van szerelve és menete illik a spicc kapcsolódó üregébe.
A kapcsolódások anyagát általában az azokat körülvevő anyagok alapján rangsoroljuk, így lehetnek: rozsdamentes acél (stainless steel vagy rövidebben SS), műanyag, bakelit (phenolic), különböző csontok (elefántcsont -ivory-, agancs -buckhorn-), fa. A sorrend tükrözi ezeknek az anyagoknak az érzésbeli keménységét is, tehát egy acél csatlakozású dákó érzése lesz a legkeményebb, legerősebb, míg egy bakelit vagy fakapcsolódás sokkal puhább visszajelzésekhez vezet.
A belső anya és apa kapcsolódási pontok majdnem mindig bronzból vagy acélból készülnek, mivel ezek az anyagok kevésbé érzékenyek a hőmérsékletingadozásra, így kevésbé tágulnak vagy húzódnak össze, mint más anyagok, ezzel hosszabbítva a dákó élettartamát. A kapcsolódások mérete, az anya és apa vége a nyélen és a spiccen többnyire más és más.
Hagyományosan két nagy csoportról beszélhetünk itt, az egyik a Wood-To-Wood, ahol (a névvel ellentétben) egy fém csavar az apa, míg a spiccben az anya fa, azaz a spicc maga. Ez közvetlenebb érzést ad, érzésben az imént említett bakelit csatlakozású dákókhoz alkalmazzák a legtöbbet. A másik eljárás során a fémcsavar egy fémperselybe csatlakozik.
A hagyományos konstrukciók teljesen menetes kapcsolatot alkalmaznak, míg az új változatok, mint az uni-loc, accu-loc vagy tru-loc már félmenetesek (gyors oldásúak), ezzel lehetővé teszik a játékosoknak, hogy hamar össze- és szétszereljék dákóikat.
Fontos megjegyezni, hogy bár hamarabb szét lehet szedni a dákókat a gyors oldású menetekkel, ugyanakkor a hagyományosoknál (3/8-10, 3/8-11, Radial, UNC 5/16"-18, UNC 5/16"-14) nagyobb a kontaktfelület a csavar és az anya között, így lényegesen jobb kapcsolódást és visszajelzést érhetünk el. Utóbbiak esetében az első szám (például 5/16) a csavar átmérőjére utal hüvelykben megadva, míg a második érték (például 14) a csavar emelkedésére, mely a menetek számát jelenti, szintén hüvelyenként.
További csoportosítási szempont lehet a spicc nyél felőli végének kialakítása, mely lehet Piloted vagy Flat faced. Ezt könnyű megállapítani, ugyanis a Piloted csatlakozások esetén a spiccből a nyél felé "kilóg" egy kis perem, karima, míg a flat faced típus esetén a spicc nyél/csatlakozás felőli vége tökéletesen sík. Ebből értelemszerűen következik, hogy az azonos menetű flat faced spicc használható a piloted kapcsolódású nyélen, de fordítva ez már nem fog működni.

### A spicc különböző részei
A spiccek különböző emelkedéssel készülnek, a két legelterjedtebb emelkedés a Pro és az európai. A Pro a hegytől 30-35 centiméterig egyenletes átmérőjű. Az európai kúp alakú és a kapcsolódásig szélesedik.A kettő között rengeteg köztes megoldás is van. A spicc emelkedése adja a dákó ruganyosságának nagy részét. Az európai típusúak merevebbek, mint a Pro-k. Említést érdemelnek a különböző technológiák alapján összeállított több fából készült spiccek, melyek kevésbé vetemednek, és konstansabb teljesítményt biztosítanak.

#### A vaspánt vagy csont
A spicc egy bilincsben végződik, amit vaspántnak vagy csontnak (ferulle) hívnak és arra használatos, hogy a dákóbőrt tartsa és elnyelje az ütközést a fehér golyó ellökésekor, ezáltal megvédve a kevésbé ellenálló, fából készült spiccet a töréstől. A csont alapvetően elefántcsontból, szénszálból vagy olyan műanyagokból készül, mint például a melamine, aegis vagy a phenolic gyanta, melyek kifejezetten tartósak és ütközésálló anyagok, miközben ellenállnak a repedéseknek, a forgácsolódásnak és a töréseknek. A vaspántok rendszerint rézből készülnek ugyanebből a célból, ez leginkább sznúker illetve "jump and break" pool dákóknál használatos.

#### A bőr
Különböző keménységű és alakú bőröket rögzítenek a csonthoz. A szokványos alakja a bőröknek az öt- és tízcentes. Az alak úgy határozható meg, hogy a hegyhez odateszünk egy öt- vagy tízcentest, és görbületet egyeztetünk. A negyeddolláros alakú hegyek ritkák, habár rendszerint használatosak a kezdéskor, mivel a kisebb görbület kisebb véletlen forgatást jelent, ezáltal pontos, egyenes lövést biztosítanak. A gömbölyűbb hegy könnyebben jár forgatással, mert az érintkezési pont a golyó és a hegy között kisebb távolságot igényel a középpontos ütéstől az ugyanakkora csavarás elérése érdekében, mivel növekszik a tangenciális érintkezés. A hegy néha keményebb anyagból készül, mint pl a phenolic gyanta, mert kezdéshez ezt kedvelik jobban. (A kezdés többnyire kevesebb csavarást igényel, így a kevésbé kerek és keményebb hegyek jobban megtartják alakjukat hosszú távon a kezdés hatékonyságának föláldozása nélkül.) A bőrök átmérője változó lehet, de általában 11 és 14 mm közötti, többnyire 13 mm-es a Pool-dákóknál, többnyire 9 mm-es a Snooker-dákóknál és 12 mm-es a karamboldákóknál. A pool-dákó bőrhegye használatos a golyó lökésére. Mivel a bőr természetes módon tömörödik és keményedik a használat által, ezért egyre valószínűbb a golyóról való lecsúszása (minél jobban közelítünk a puhától a kemény bőrig) a találat során, ha nem alkalmazunk valamilyen segédanyagot, hogy az ütés megragadhassa a golyót. Ezen az ügyön hivatott segíteni az ideálisan minden ütés előtt a dákó hegyére kent kréta, hogy a dákó lökés közben ne csússzon le. Ez különösen akkor fontos, ha a játékos nem a golyó közepét löki, így forgatás idézhető elő, mely elengedhetetlenül fontos a pozíciós játék szempontjából. A bőrök különböző keménységszintűek lehetnek, a nagyon puhától a nagyon keményig. A lágyabb hegyek, mint az "Elk Master" jobban tartják a krétát, azonban könnyebben kopnak, alakjukat váltják, és gombásodnak (normál használattól vagy kemény lökésektől, amik összetömörítik a bőrt és az kiszélesedik annyira, hogy a csonton túllóg. Tehát ha a bőr szélével próbálnánk meglökni a golyót, az alátámasztás hiányában engedne és lecsúszna a golyóról). A keményebb bőrök, mint a "Triangle" jobban tartják alakjukat, de keménységük okán a kréta nem ragad meg rajtuk olyan jól. A bőr keménysége többnyire a nyomás erősségén múlik, amit elkészítése során alkalmaztak. Néhány bőrt rétegelnek (ezek a legkedveltebbek és legdrágábbak, például Moori, Everest, Kamui) és néhány egydarabos (Például "LePro"). A rétegelt bőrök jobban tartják alakjukat az egydarabosoknál, de néha szétválhat a rétegek mentén az elöregedése vagy a szakszerűtlen formálás miatt.

### A nyél
A dákó nyele adja a dákó súlyának többségét. Legyen a dákó 18 vagy 22 unciás, a súlykülönbség nagy része a fenéken van (a magban, a kéreg alatt). A nyelek többféle konstrukcióban készülnek, 3 részestől egészen az egyrészesig, ráadásul az emberek egyedi verziókat is kidolgoztak. Ezek a különbségek más és más "érzésű" lökést adnak a súlyeloszlás és a dákó egyensúlyi pontjának változása miatt. Tradicionálisan a játékosok az egyensúlyi pontot a borítás fölső végéhez vagy a nyél markolatától 7 hüvelyknyire teszik. A dákófenék gyakran egzotikus fa (például cocobolo, bocote) vagy más anyagú, mint például ébenfa vagy elefántcsont berakással díszített. Többnyire a fenék dekoratív gyűrűkkel van felosztva. A különböző típusú (például ír vászon vagy bőr) borítások a fenéken a jobb fogást és az izzadság elnyelését szolgálják. Az olcsóbb dákók nejlon borításúak, aminek nem olyan jó a megítélése, mint az ír vászonnak. Az üvegszálas és grafitdákók "Veltex" markolatúak, ami üvegszálból vagy grafitból van, azonban lágyabb és nem olyan fényes. Néhányan jobban kedvelik a borítás nélküli dákókat, ezért vannak csak fényezettfa-nyelek is. Néha ezek a borítás nélküli dákók díszesebbek, hisz nagyobb a felület a képzelőerőnek.

### Anyagok és kialakítás
A nyél gyártása során megválasztott anyagok és a művészi megvalósítás nagyon szép és drága dákókat eredményezhetnek. A jó minőségű pool dákók egyedileg készülnek szemes vagy fodros juharból (ez főleg igaz a nyélre). A snooker dákók ezzel ellentétben majdnem mindig kőrisfából készülnek. A dákókat nem mindig játékra készítik, hisz néhányukat csak gyűjtőknek készítik és áruk elérheti a több tízezer dollárt a felhasznált anyagok és az kivételes megmunkálás miatt. A legkeresettebbek a hosszú múltra visszatekintő Herman J Rambow és George Balabushka. Az ő dákóik a legértékesebbek közé tartozik. Ezek a gyűjtői dákók gyakran gyönyörű kövekkel és fémekkel, díszes berakással és változatos faanyagokkal demonstrálják a tervezés és művészet remekeit. Ezek a dákók azért is értékesek ahogyan teljesítenek. Az egyedi dákógyártók ellenfelei tömeggyártásban rétegzéssel és matricázással próbálnak olyan dákókat készíteni amik úgy néznek ki mintha drága anyagokból készültek volna. Habár ezek a megoldások eldöntik a dákók árát a játékbeli hatékonyságukat nem befolyásolják jelentősen. A minőség másik jelzője a berakások elhelyezése a fában. A jó minőségű berakások hézagmentesen illenek a fába; ezen felül tökéletesen szimmetrikusak minden oldalukon ráadásul egyenes vágásúak is, azaz nincsenek rajtuk lekerekített élek. A gépek használata nagyban hozzájárult a berakások és díszítések minőségi javulásához.

### Az ütköző
Nem elhanyagolandó része a dákónak az ütköző. Habár gyakran alulbecsülik a fontosságát a többi részhez képest, az ütköző fontos a dákó és annak érzésének védelmében. Az ütköző védi a dákót a földre tételkor, vagy mikor falhoz, másik emberhez vagy asztalhoz ütődik. Nélküle a vibrációk tönkretennék a fát az idők folyamán. A vibrációk elég fontos szerepet játszanak a dákó érzetének kialakításában is. Az ütköző nélkül egy ütés rezonanciája másképp hat, mint egy helyesen felcsavarozott, szoros ütköző esetén. Bár aprócska, de az ütköző mégis ad egy csekély súlyt a dákó végén, ezzel javítja az egyensúlyt, ami a dákó érzetének egy másik kulcsa.

## "Érezd"
Néhányan úgy gondolják, a dákó érzetét torzítják a gyártása során felhasznált különböző anyagok. A gyakorlott játékosok kezében érződő vibrációt befolyásolja a bőrök, faanyagok, vaspántok, acélok és műanyagok különböző keménysége. Itt jegyezzük meg, hogy minden dákó fából készül, még a grafit- vagy üvegszálas dákóknál is egy belső faréteghez kapcsolódnak. A grafit- és üvegszálas dákókat a biliárdjátékos közösség egy része nagyon rossznak tartja, mivel a fadákóknál nehezebb őket karbantartani és nagyon merevek. A merevségük okán többnyire kezdésre használják őket. Ha az üvegszálas vagy grafitréteg a dákón megkarcolódik, akkor az már nem javítható, ráadásul már kevesebb használat után is fényessé válhatnak, ezáltal nem lesznek olyan lágyak, mint eredetileg.A fákkal nincsen ilyen probléma, hiszen csiszolópapírral, faesztergával feljavítható, habár a csiszolópapír nem javasolt az átmérőcsökkenés és a díszítés lekopása miatt; a javítást célszerű szakemberre bízni. A szintetikus anyagok használatának növekedése a professzionális játékosok szponzorainak köszönhető. Sokat tettek azért, hogy a dákók érzete jobb legyen. Marad a kérdés, hogy a vezető gyártók vagy az egyedi dákókészítők dákói nyújtanak jobb élményt. A híres nevű gyárakat azért szokták kritizálni, mert egyszerű a gyártás mechanizmusa, és a felhasznált anyagok minősége is gyengébb (ellentétben a kézzel válogatott, egyedi készítőknél használtaktól). Azonban függetlenül az egésztől a dákó érzete személyes meglátásokra épül, ezt erősen befolyásolva az első dákó, amit egy adott játékos tartósan használt.

## Elhajlás
Más néven kilövellés. A biliárdgolyó elhajlása természetes velejárója az oldalazott ütésnek. Amikor a golyó a középponttól jobbra vagy balra van megütve, akkor nem pontosan a lökés irányába indul, hanem elhajlik annak vonalától, ezen a játékosnak kell javítania. Minél messzebb van a központtól a lökés, annál nagyobb az elhajlás a lökés vonalától. Az elhajlás a lökés erejének növelésével is nő, a legtöbb dákóval ez 2-3%-ot jelent a normális, 5-15 mérföldes lökési sebességeknél.
A dákók igen változatosak a tekintetben, hogy mennyire térítik el a golyót – ez minden dákónál jelentkezik, és nem is készíthető olyan, aminél nincs ilyen hatás. Sőt a legkevésbé elhajlító dákók, a Platinum Billiardok bizonyítottan csak 20%-át csökkentették az átlagos dákók elhajlásának. A nagy változatosság elsődlegesen a nyél első néhány hüvelykjének tervezésétől és kialakításától függ – alig fejt ki hatást bármi más emögött, például a kapcsolódások, a fenék vagy a dákó teljes súlya. Habár a nagyon alacsony elhajlású nyelek kezdenek a legelfogadottabbak és legnépszerűbbek lenni, a választék még mindig széles. A kevésbé torzító nyelek kevesebb korrekciót igényelnek és sokan úgy gondolják[pontosabban?], ez nagyobb pontossággal jár, de ezek a nyelek többnyire jobban megcsavarják a golyót, ezt viszont többen gyengébb irányíthatóságúnak tartják. Ezen felül a nyelet rendszeresen állítani kell, mert nagyon másképp viselkedik és néhányan nem veszik a fáradságot ahhoz, hogy megváltoztassák, ami annyira ismerőssé vált az évek folyamán .
Az alacsony elhajlású dákók gyártói pl: a Meucci és a Predator. Rendszeres gyakorlással az elhajlás minimalizálható.

## Csavarási pontok
Minden nyélhez tartozik egy csavarási pont, ami közvetlenül abból határozható meg, hogy a dákó mennyi elhajlást vagy kilövellést okoz. A nyél csavarási pontját a csúcs elejétől mérik. Ha a játékos magabiztosan tartja a dákó csavarási pontját, és jól megforgathatja a dákót az ütés közben, akkor függetlenül attól, hogy a golyó melyik részét találja el, az olyan irányba indul, mintha középen ütötte volna. A csavarási pontok érdekesek, azonban a játékosnak mérlegelnie kell a "fordulat" és a "dobás" között is. A "fordulat" a golyó az alkalmazott oldalcsavarás által okozott (mint egy közepes masszé) elkanyarodási hajlandósága. A dobás a fehér golyó és a célgolyó közti súrlódás eredménye, és sokkal erősebb, mint azt a többség gondolná – például, ha valaki egyeneset lő egy gyenge bal fordulattal a golyóhalmaz hátát célozva, és mikor a fehér golyó eléri a célgolyót, egy pillanatképet csinálnánk, akkor láthatnánk, hogy a golyók a halmaz bal oldalára rendeződnek a halmaz közepétől. Van egy népszerű, a csavarási pont helyét meghatározó teszt, mivel azonban a megdobó hatást kevesen veszik figyelembe, igen pontatlan eredmények születnek. 

## Dákókarbantartás
A dákó hosszan tartó használat után elkerülhetetlenül elveszti a tökéletes lágyságát, alakját, tisztaságát és érzetét. A lágy hegyek elkezdenek gombásodni, ezáltal kevesebb krétát tartanak meg. A vaspánt "kék gyűrű"vé alakul, megfertőzve a biliárdtermek és bárok dákóit. A nyél jól megfigyelhetően kékes színűvé válik és lágysága már nem olyan, mint újkorában. A fényes és matt részek unalmassá, olajossá és ujjlenyomatokkal telivé válnak. A borítás magába szívja a füst és az izzadság szagát, és néha még el is válik. A fenék elkezd lötyögni, és az ütközői eltűnnek.

### Hegyek
A hegyeket többféle hegykarbantartó eszközzel tartják öt- vagy tízcentes alakban megfelelően nyersen, hogy a kréta megragadjon rajta. Először le kell vágni egy késsel, pengével vagy valamilyen speciális eszközzel a gombásodás széleit, amik a vaspánt átmérőjénél tovább nyúlnak. Ha a hegy gombás marad, a lövések kevésbé lesznek pontosak, több mellélövés és karcolás képződik. A pontos csavarások sem olyan megbízhatóak egy rendesen karbantartott hegyhez képest. A vágás után hegykialakítóval (pl. Willard hegyalakítója, smirgli, vagy mások) adjunk neki új alakot, hogy görbülete megfelelő legyen. Végül egy durvább dörzspapírral, hegykefével vagy hegypiszkálóval durvítsuk, perforáljuk a hegyet. A kefék és dörzspapírok csökkentik a hegyek méreteit túl szabad (sűrű) felhasználás mellett. Ezért találták ki a hegypiszkálókat, hisz a lyukak, amiket a hegybe ütnek, a kréta jobb megtapadását segítik. Habár ezek az eszközök hasznosak, nem javasolt sűrű használatuk. A hegy feljavítása akkor válik esedékessé, amikor elkezd gombásodni vagy feltűnően gyengébbek az eredményei a dákónak, végül pedig egy fontosabb játék előtt. A hegykezelő eszközök túlzott használata csökkenti az élettartamot gyakrabb hegyvásárlást téve szükségessé, vagy annyira kilapult heggyel való játékot, hogy szinte már csak a vaspánt van játékban, ami igen veszélyes és nem tesz jót a játéknak. A kréta természetes dörzsölője a hegynek, így ha rendszeresen (minden fordulóban) alkalmazzák, a hegyet kellően durván hagyja. A hegyet le kell cserélni, ha már annyira elhasználódi,k hogy a vaspánttól már csak egy mm választja el, mivel a vaspánt megsértése igen drága lehet. A cserehegyek ára 25 centtől 25 dollárig terjedhetnek a minőségtől függően, egy átlagos darab másfél dollárba kerül.

### Vaspántok
Az eggyel lentebbi elem a vaspánt. Ha körbenézünk a biliárdtermekben és bárokban, a vaspánt körül jól elkülönülő kék (ha a kréta kék) gyűrűket fedezhetünk fel. Oka a rossz krétázási technika, és könnyen orvosolható egy jó módszerrel. Sok kezdő erősen és körkörös mozgással krétázza a dákóját. Átlagban ez megfelelő lenne, de nem tudják, hogy mikor kell új krétát használni. A krétát le kell cserélni, ha a benne lévő üreg relatíve mély; megfelelő krétaetikettel ez meg sem történhet. Ha az emberek mély üregű krétát használnak körmozgásban, akkor ez megjelenik a vaspánton. A megjelent gyűrűt nehéz eltávolítani, ha korán fel nem fedezik. A különböző kréták különböző erősségű és porosságú foltot hagynak maguk után, és meghatározóak lehetnek a gyűrűnek a vaspántról történő eltávolításának szempontjából. A gyenge foltokat ujjainkkal vagy egy zsebkendővel is könnyen eltávolíthatjuk. Kerüljük a nyirkos tisztítókat, mert a nedvesség bejuthat a fába és tönkreteheti a fába került víz tágulásával és összehúzódásával. Bizonyos takarítóeszközöket lehet alkalmazni a folt eltávolítására, de a legegyszerűbb a megelőzés. Krétázáskor egy lágyabb, körkörös mozdulattal az egész krétafelületet vegyük igénybe. Ha rendszeresen így teszünk, a krétán csak egy sekély üreg lesz és relatíve lapos marad. Ez azért van, mert a könnyed krétázás nem őrli, karcolja bele a krétát a hegybe, így még ha egy mély üreg mellett magas falak is lettek volna, rövid idő múlva eltűnnek.

### Nyél
Egy erősen krétázott dákón többnyire a nyélen is található kék elszíneződés (a kék krétától, más színek más színű krétáktól). Az erősen poros és foltot okozó kréták lebucskáznak a hegyről a nyélre, és ütés közben a játékos elkeni a krétafoltot az idők folyamán. Ezen nem lehet segíteni piszkos helyeken vagy ahol a játékosok helytelenül az asztalra helyezik, ezáltal a krétát még jobban a kezükre és a biliárdposztóra juttatva. A dákó bekrétázása után a krétát az üreggel felfelé kell elhelyezni, nem ledobni az asztalra, így a csökkentve a kezekre kerülő és közvetve a dákóra kerülő krétaport. A jó krétaetikett a biliárdposztóra kerülő krétamennyiséget is csökkenti, amit a golyókon szállított kréta is károsít (elvágja a mikroszálakat), ezzel bolyhos érzetet adva neki. Szóval az asztal élettartalma is növekszik ezzel. A nyél tisztításához használjunk egy nagyon picit nyirkos törlőt/anyagot, töröljük le és utána szárítsuk meg azonnal. Ezzel eltávolíthatjuk a felületi foltokat, ha azonban a foltokra korábban nem vigyáztak, akkor egy nagyon finom dörzspapírt kell használni. Ezzel eltávolítunk egy vékony réteget a nyélből a folttal együtt, sajnos azonban megnyitja a fa pólusait is, ezáltal könnyebbé téve a későbbi foltosodást, ezért a pólusok lezárása érdekében a nyelet fel kell polírozni. Ez egy házi megoldás, és nem olyan hatékony, mint a faesztergás profi tisztítás. Ezekkel az eljárásokkal úgyszintén visszanyerhetjük a száraz kezektől, a krétától és a por lerakódásától elveszett lágyságát a nyélnek. A nyél tisztán tartásának másik módja, hogy a kezeinket rendszeres kézmosással tisztán tartjuk, hogy a huzamosabb játék közben összegyűlt izzadságot eltávolítsuk. Néhány játékos törölközőt is hoz magával a bajnokságokra, hogy a kezüket és a dákójukat megtörölhessék; zsebkendők és egyéb anyagok is hasonlóan jól működnek, ha tiszták.

### Kapcsolódások
A kapcsolódások néha nincsenek jól lezárva, így nedvesség kerülhet a fába. A magas páratartalom és nagy hőmérsékletingadozás tönkreteheti a kapcsolódásokat és ezáltal a dákót magát is. A kapcsolódások védelmére vásárolhatunk egy dákótáskát vagy kapcsolódásvédőt, ami a kapcsolódásokat fedi a kibővített védelem kedvéért.

### Fenék
A dákó fenékvégződésének van a szüksége a legkevesebb karbantartásra, hisz többnyire nem nagyon nyúlunk hozzá a borítást kivéve. Egy alig nedves, majd egy száraz törlő gyors áthúzása a fafelületeken el kellene távolítson minden szennyeződést, olajat és ujjlenyomatot. Ha a dákónak van borítása, az büdössé válhat és elengedhet a dákótól. A szag a játék helyétől és a piszkos, izzadt kezektől van. Nem igazan mosható, hisz a dákón van, de mikor nagyon rosszá válik, cserélhető. Mint a többi karbantartási esetben, itt is a megelőzés sokkal hatékonyabb a dákó alkatrészének cseréjénél. A borítás néhány anyaga sokkal jobb, mint mások. Például az ír vászon erősödik nedvesség hatására és nem enged el.
A lötyögő fenék többnyire a rossz konstrukcióból adódik, és nem igazán van mit tenni ellene, hacsak nem élni vele. Nem befolyásolja a játékmenetet a pszichológiai hatástól eltekintve, amikor a többi játékos "Didergő Dákónak" gúnyolja a tulajdonost.
Az ütköző elvesztésének megakadályozása igen egyszerű: ne játsszunk vele és nem fog meglazulni; ha mégis, csak szorítsuk oda újra, mivel fontos részei a dákónak.

### A dákó egészben
A dákót egészben tartsuk olyan helyen, ahol nincs nagy hőmérsékletingadozás, mivel az elgörbítheti. Általában a dákókat dákótáskában tárolják (ez lehet puha vagy kemény fedelű is) a könnyű szállíthatóság érdekében, a nedvességtől, a környezeti hatásoktól és a nagy hőmérsékletingadozástól való védelemért.